# Tempesta Vaia in Liguria
Il maltempo sulla Liguria del 29-30 ottobre 2018 è una serie di eventi atmosferici che si sono verificati durante tali giornate in Liguria, interessando buona parte dei comuni sulla costa delle riviere di Ponente e di Levante, il capoluogo regionale e l'entroterra, nel quadro dell'ondata di maltempo sull'Italia dell'ottobre-novembre 2018.

## Eventi
Il persistere degli avversi fenomeni atmosferici per diversi giorni, a seguito dei quali erano già stati emanati da parte della Protezione Civile della regione Liguria avvisi di allerta meteorologica di grado giallo e arancione nei rispettivi bacini, ha fatto sì che lo stesso ente disponesse per l'intera giornata di lunedì 29 ottobre 2018 lo stato di allerta massimo (allerta rossa) per i bacini B, C, D ed E, corrispondenti alla riviera genovese ed a parte della riviera di Ponente, all'entroterra centrale della regione ed a tutta la riviera di Levante; per il bacino A, ossia il tratto di riviera di Ponente compreso tra Ventimiglia e Noli, l'intera provincia di Imperia e la valle del Centa, l'allerta rimase invece sui livelli di giallo e arancione.
Già nei giorni precedenti violenti fenomeni di pioggia torrenziale interessarono pressoché l'intero territorio ligure, con notevoli accumuli d'acqua registrati nel breve termine - soprattutto nell'entroterra genovese (alta valle Scrivia, val Trebbia e val Bisagno), chiavarese (val d'Aveto, val Fontanabuona e valle Sturla) e spezzino (Cinque Terre e val di Vara) - e presenza di frane, smottamenti e allagamenti in diversi comuni.
Oltre agli intensi fenomeni piovaschi, un'ulteriore fonte di pericolo furono le forti raffiche di vento (in alcune rilevazioni nel levante ligure anche superiori ai 100-120 km/h e, a ponente, sui 180 km/h, come rilevato dai sensori della Marina di Loano) e le conseguenti mareggiate che, alimentate anche dalla forza del vento, di fatto interessarono l'intero tratto di costa ligure, specialmente nel savonese, nel genovese e nel Tigullio. Proprio il vento fu la causa del decesso dell'unica vittima del maltempo: una donna di 88 anni di Albisola Superiore, colpita da diverse parti di una copertura e cornicione, scaraventate in strada dal violento e improvviso fenomeno atmosferico, e poi deceduta all'ospedale di Savona per le gravi ferite riportate.
L'azione congiunta delle raffiche di vento e del moto ondoso del mare portò tra le giornate del 29 e 30 ottobre a registrare i massimi danni, sia nel settore pubblico che in quello privato durante l'intera fase di emergenza dell'evento meteorologico. Violente ondate, alcune anche alte 7-10 m (l'altezza massima, misurata dagli strumenti presso la boa di Capo Mele nel savonese, fu pari a 10,31 m), si abbatterono con violenza sulla costa savonese e genovese provocando la quasi totale distruzione degli stabilimenti balneari presenti (strutture, dehors, moli) e la cancellazione di interi tratti di spiaggia sabbiosa e acciottolata. Una prima valutazione del locale sindacato italiano dei balneari, nelle ore successive alla mareggiata del 29 ottobre, stimò che su 1300 stabilimenti attrezzati liguri circa 100 erano stati completamente distrutti e circa 400 seriamente danneggiati, per un danno di almeno 50 milioni di euro.
Nel territorio comunale di Genova, oltre al monitoraggio dei principali torrenti Bisagno e Polcevera, quest'ultimo osservato speciale anche a seguito del crollo del ponte Morandi, avvenuto poco più di due mesi prima, la violenta mareggiata provocò danni nell'intero litorale genovese, da Voltri a Nervi. Si registrarono cedimenti di alcuni tratti della passeggiata Anita Garibaldi di Nervi e devastazioni nel borgo marinaro di Boccadasse e alle infrastrutture private e pubbliche dei quartieri di Sturla, Pegli e Voltri, per un danno calcolato di circa 8 milioni di euro.

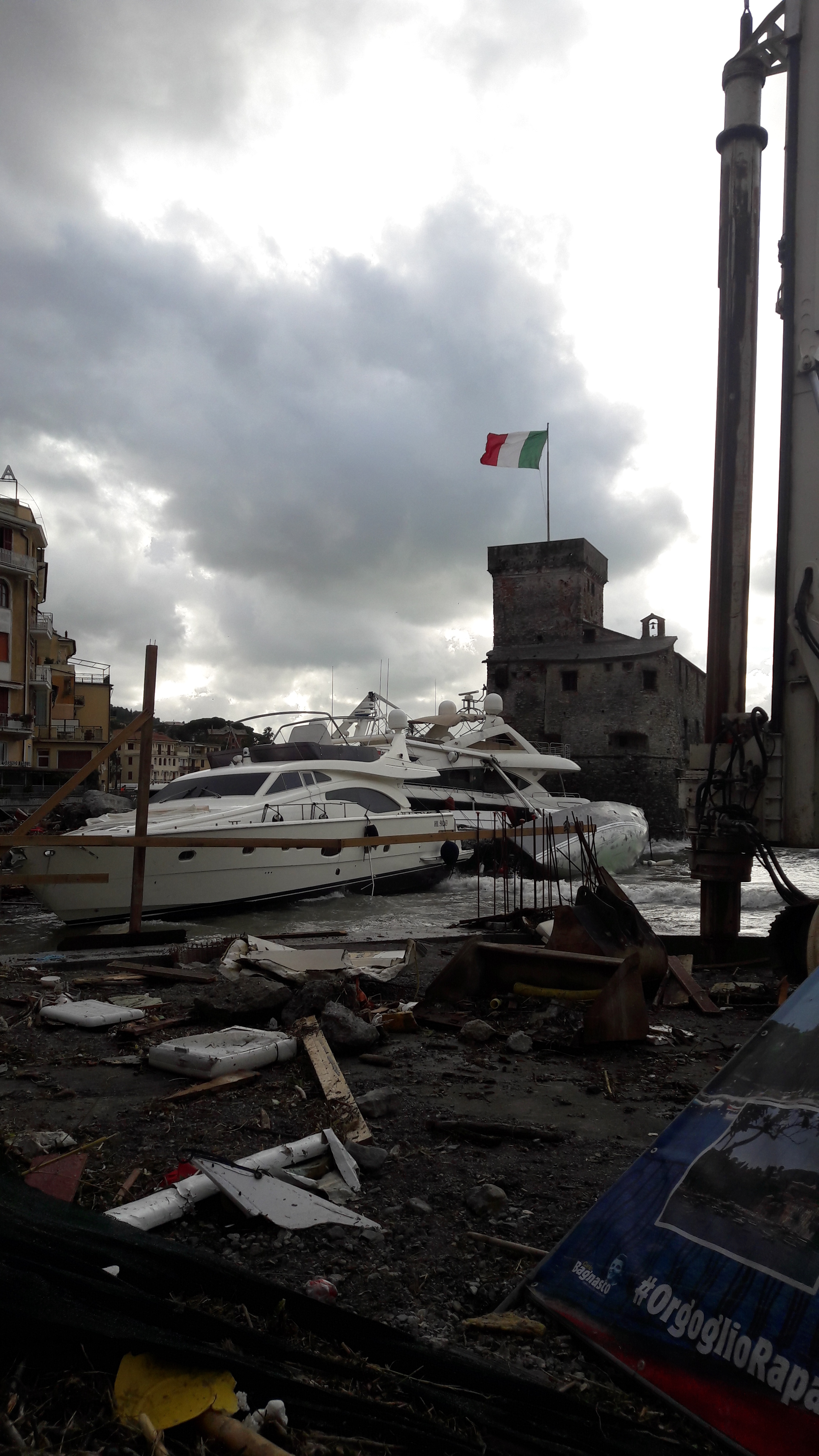
Imbarcazioni arenate e danneggiate presso il castello di Rapallo

La forza del mare si abbatté anche contro le infrastrutture portuali: particolarmente colpiti furono il porto pubblico di Santa Margherita Ligure e il porto turistico internazionale "Carlo Riva" di Rapallo, con il cedimento delle rispettive dighe foranee. L'improvviso crollo di alcuni tratti dei muri di contenimento provocò una conseguente vulnerabilità dei porti stessi, in primis, ma anche del tratto di costa delle due città del Tigullio occidentale, con allagamenti e danni ai lungomari e alle attività commerciali ivi presenti.
In particolare a Santa Margherita Ligure, dopo il crollo di circa 10 m della diga foranea, in un tratto ristrutturato e rinforzato con lavori conclusi nel 2014, si registrarono danni ai servizi portuali e alla locale caserma della Capitaneria di porto, l'affondamento di imbarcazioni ed allagamenti della principale strada lungo la marina. Verso Portofino, la furia del mare causò l'intero cedimento di un tratto della strada provinciale 227 nei pressi della frazione di Paraggi e gravi danni alla struttura della nota discoteca Covo di Nord-Est. Il crollo della strada provocò l'isolamento stradale di Portofino rispetto a Santa Margherita Ligure - la SP 227 è infatti l'unica arteria carrabile a servire Portofino - tanto da rendere il comune raggiungibile esclusivamente via mare, con l'ausilio di battelli e imbarcazioni, o via terra tramite sentieri e percorsi boschivi nell'omonimo promontorio. Per ovviare alla situazione d'emergenza, l'Ente Parco di Portofino e le amministrazioni di Portofino e di Santa Margherita Ligure autorizzarono l'adeguamento semi-carrabile (per veicoli a due ruote e per mezzi di emergenza), portato a compimento dal Genio militare, di alcuni percorsi boschivi pedonali, in particolare del tratto tra Portofino Vetta e Portofino Mare e tra la frazione sammargheritese di Nozarego e il Mulino del Gassetta (conosciuto come sentiero delle Gave). Quest'ultimo intervento, per alcune tecniche ritenute troppo cementizie, fu poi oggetto di contestazione da parte di alcune associazioni ambientaliste, cui seguirono effettive verifiche da parte dei carabinieri forestali; sul finire di novembre dello stesso anno, i lavori al sentiero furono interrotti dall'ente parco anche per l'adeguamento dell'altro percorso verso Portofino. Nel tratto di strada provinciale tra Santa Margherita Ligure e Paraggi, invece, fu costruita tra fine novembre e inizio dicembre 2018 una temporanea passerella pedonale a sbalzo utilizzata nei primi giorni d'apertura a esclusività dei residenti della zona ed in seguito, nel periodo natalizio, aperta a tutti i pedoni.
Tra i danni che si registrarono a Portofino, oltre al cedimento di una parte della centrale e celebre "piazzetta" ed alle problematiche nei collegamenti con i centri di Santa Margherita Ligure, di Rapallo e del Golfo Paradiso, vi fu l'interruzione dei servizi elettrici e gas nei giorni successivi all'evento.
Nella vicina Rapallo, nella notte tra il 29 ed il 30 ottobre, il cedimento della diga foranea, rinforzata ed ingrandita nel corso degli anni duemila dopo un fenomeno atmosferico analogo ma meno violento, provocò danni maggiori, con l'affondamento di numerose imbarcazioni nella zona tra il porto pubblico e quello privato e, con la rottura dei vari ormeggi, la fuoriuscita dal porto "Carlo Riva" di centinaia di barche e yacht che, alla deriva ed in balìa del moto ondoso del mare, affondarono nel golfo rapallese o si arenarono presso la massicciata del lungomare Vittorio Veneto e in altre zone a ponente (zona Lido e foce del torrente Boate) e a levante della città (zona della foce del torrente San Francesco, presso il locale castello sul mare, e zona delle Nagge). Nella stessa notte, inoltre, venti diportisti presenti all'interno del porticciolo e intrappolati nelle loro imbarcazioni per la furia del mare furono messi in salvo da squadre di soccorso dei vigili del fuoco.
L'incaglio delle barche, alcune anche di notevoli dimensioni e di proprietà di personalità di rilievo, provocò indirettamente un massiccio fenomeno mediatico per l'eccezionalità e la portata dell'evento, con riprese e servizi televisivi di diverse emittenti nazionali e internazionali. A causa delle barche arenate, la città ha patito danni a diverse strutture ricettive private del lungomare (danneggiato in più punti) e soprattutto agli stabilimenti balneari, con la semi distruzione delle opere fisse e dei pontili. Sul lungomare diversi furono i problemi legati a fattori anche ambientali, per la possibile fuoriuscita di carburante dalle varie imbarcazioni (per tali motivi furono velocemente installati panni antinquinamento attorno alle barche); una enorme quantità di materiale plastico, ligneo e indifferenziato fu trascinata dalle onde e sparsa lungo tutto il litorale, arrivando anche a ostruire completamente gli scarichi delle acque bianche.

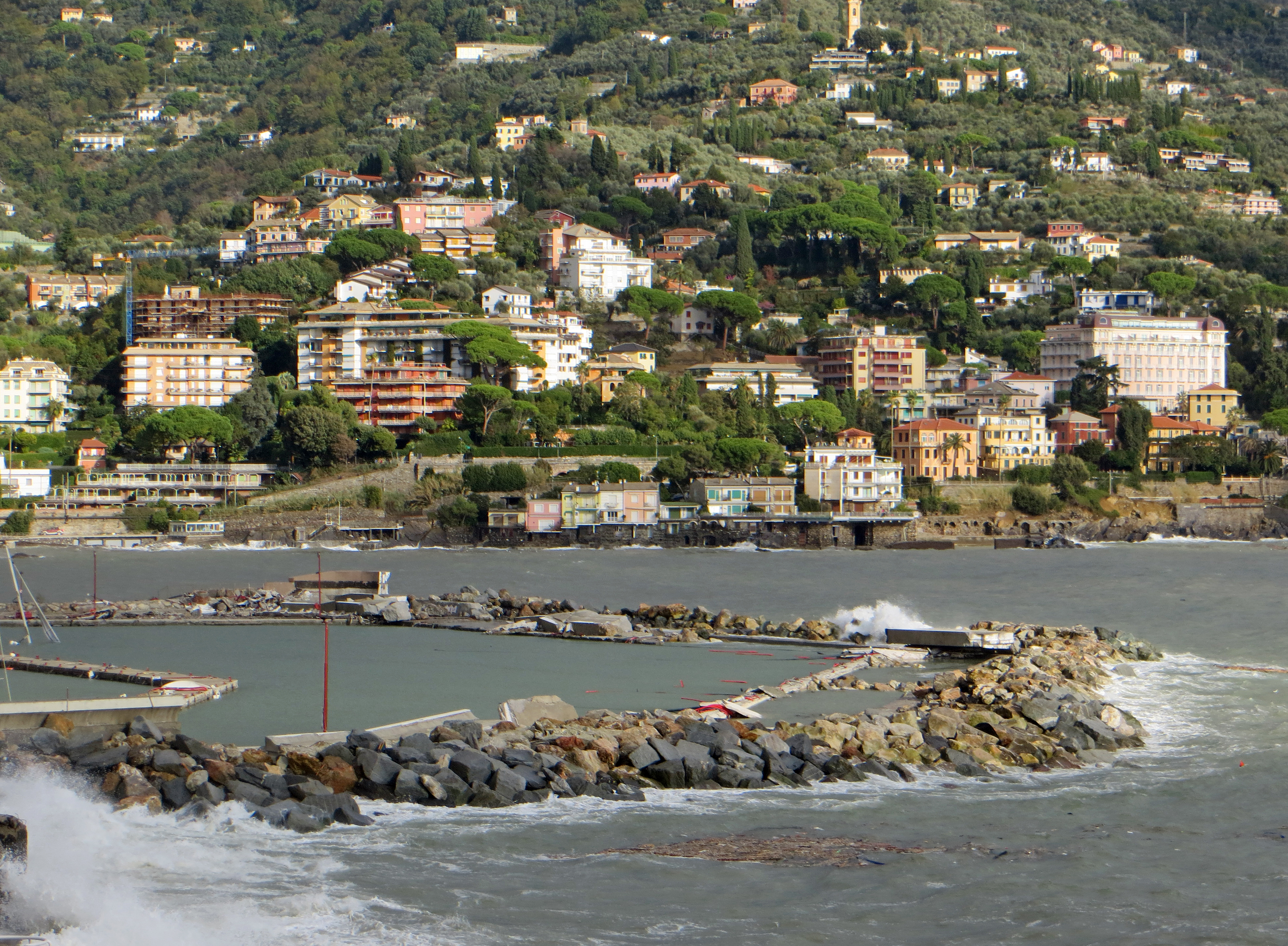
Il porto turistico internazionale "Carlo Riva" di Rapallo dopo la mareggiata del 29 ottobre

Rispetto alla vicina Santa Margherita Ligure, che ha avuto più danni al patrimonio pubblico, il territorio rapallese ha riscontrato il maggior numero di anni nel settore privato, con il porto turistico internazionale "Carlo Riva" in primis. L'infrastruttura portuale, costruita negli anni settanta del Novecento e che fu il primo porto turistico privato in Italia, ha stimato a un valore di 10-15 milioni di euro i danni alla struttura e, nel mese di novembre, ha visto l'apertura di un'indagine giudiziaria da parte della Procura di Genova per stabilire e accertare eventuali responsabilità. Un analogo fascicolo è stato aperto dalla magistratura genovese anche per i fatti legati al crollo della diga foranea del porto pubblico sammargheritese. In totale furono circa 300 i natanti, barche e yacht danneggiati; al 15 novembre ne erano stati rimossi circa 130, con complicate e delicate operazioni sul lungomare e sul porticciolo. All'interno del territorio comunale rapallese, gravi danni si registrarono anche nella frazione marinara di San Michele di Pagana, con la distruzione dei locali stabilimenti balneari e di varie attività commerciali e di ristoro, il danneggiamento di tratti di spiaggia e scogliera, il cedimento del molo di fronte alla piazzetta, il crollo di un tratto della strada litoranea per Rapallo nei pressi della spiaggia degli archi ed il crollo di varie porzioni dei muri di contenimento dei terreni prospicienti il mare e della passeggiata costiera di collegamento con il piccolo nucleo abitato di Prelo.
Verso Levante, ulteriori danni della mareggiata si registrarono a Zoagli, con il crollo di alcuni tratti della scogliera (sia quella di levante che quella di ponente) e danneggiamenti alle attività commerciali e ancora nella zona del Tigullio orientale, con problematiche analoghe, ma di minore entità, a Chiavari, Lavagna, Cavi di Lavagna, Sestri Levante e Riva Trigoso. Nella riviera spezzina i danni provocati dal vento e dalle mareggiate si registrarono a Monterosso al Mare, Vernazza, Riomaggiore, Portovenere e nello stesso capoluogo provinciale.
Nella Riviera di Ponente i fenomeni atmosferici interessarono i comuni di Arenzano, Cogoleto, Celle Ligure, Albisola Marina, Savona, Bergeggi, Alassio, Finale Ligure e altre località della costa savonese. Simile situazione avvenne pure nella provincia di Imperia, con danni registrati nel capoluogo e a Sanremo.

## Danni

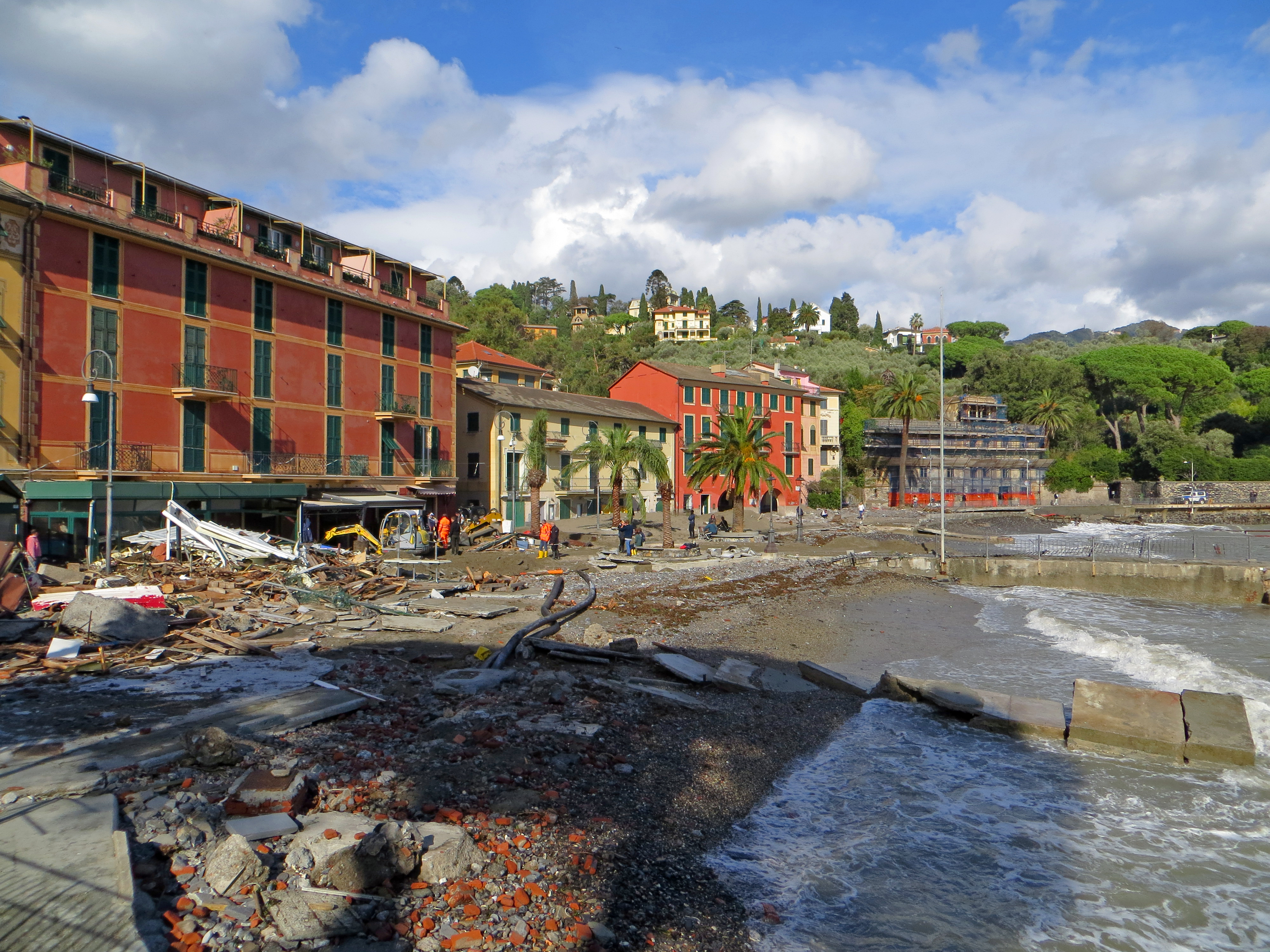
Il litorale di San Michele di Pagana dopo la mareggiata

L'eccezionalità dell'evento atmosferico, soprattutto per la vastità dell'area colpita, ha inevitabilmente provocato un ingente danno monetario in tutti i settori economici e alle infrastrutture, sia per quanto riguarda la parte pubblica che quella privata. Un calcolo, approssimativo e rivisto più volte dai vari territori colpiti, portò ad una stima dei danni da parte della Camera di Commercio di Genova ad oltre 100.000.000 di euro solamente nei comuni della provincia genovese: 477 le denunce presentate dalle aziende e attività di 25 comuni della città metropolitana di Genova, di cui 117 nella sola Genova (danni per circa 33.400.000 euro), 73 da Rapallo (circa 23.500.000 euro) e 61 da Santa Margherita Ligure (circa 23.300.000 euro). Nella zona dell'imperiese la stima è di circa 18.000.000 euro per quanto riguarda il solo comune di Imperia. Nella provincia di Savona la conta ha riguardato soprattutto i danneggiamenti ai vari stabilimenti balneari, con una somma superiore ai 30.000.000 di euro tra il valore volumetrico e commerciale perso e necessario al riavvio.
Per far fronte alle prime criticità, nel gennaio 2019 il Dipartimento nazionale di Protezione Civile ha stanziato 6.500.000 di euro per gli interventi di prima emergenza, di cui 2.700.000 euro per coprire le spese sostenute dagli enti comunali per interventi di assistenza e i restanti 4.700.000 euro per il ripristino e adeguamento della viabilità. Nello specifico furono 57 i comuni interessati dallo stanziamento del finanziamento: 21 in provincia di Savona, 15 in provincia di Genova, 14 in provincia della Spezia e 7 in provincia di Imperia. A tale somma si aggiunse lo stanziamento di circa 1.500.000 euro da parte della Regione Liguria e ulteriori 8.000.000 di euro destinati dalla Legge di Stabilità per le difese a mare in Liguria.